# Ibervillea maxima
Ibervillea maxima là một loài thực vật có hoa trong họ Cucurbitaceae. Loài này được Lira & Kearns mô tả khoa học đầu tiên năm 1990.